# 広島市立広瀬小学校
広島市立広瀬小学校（ひろしましりつ ひろせしょうがっこう）は、広島県広島市中区広瀬町にある市立小学校。

## 沿革
- 1908年（明治41年）5月1日 - 本川尋常小学校より分離し、広瀬北町21番地に広瀬尋常小学校を創立する。
- 1909年（明治42年） - 校章を制定する。
- 1913年（大正2年）10月 - 高等科を併設し、広瀬高等尋常小学校と改称。
- 1927年（昭和2年） - この年から、1933年（昭和8年）にかけて、木造2階建て校舎3棟、講堂・図書室・給食室・宿直室各1棟、便所3棟建設。
- 1941年（昭和16年）4月1日 - 国民学校令により、広島市広瀬国民学校と改称。
- 1945年（昭和20年）8月6日 - 8時15分、広島市への原子爆弾投下により全校舎を焼失する。校長以下教職員10名、児童37名が犠牲となり、100名が行方不明となる。
- 1946年（昭和21年）2月23日 - 本川国民学校と統合され、本川小学校跡地に開校する。
- 1950年（昭和25年）
  - 4月7日 - 広島市立広瀬小学校と改称し、広瀬町2番8号（現在地）に開校。
  - 4月30日 - 広瀬小学校PTAが結成される。
  - 7月 - 校旗制定。
- 1951年（昭和26年）10月27日 - 新校歌制定。
- 1975年（昭和50年）9月19日 - 北校舎12教室が竣工。
- 1979年（昭和54年）3月31日 - 北校舎4教室を増築し、竣工する。
- 1983年（昭和58年）2月18日 - 南校舎が落成。
- 1988年（昭和63年）2月3日 - プールを改築し、竣工する。
- 1997年（平成9年）3月15日 - 体育館が竣工する。
- 2007年（平成19年）4月1日 - 2学期制を実施する。
- 2008年（平成21年）11月1日 - 創立100周年記念式典挙行、お祝いの集い開催。
- 2010年（平成22年）7月1日 - じゃんぐるぽけっと・ひろせ開設。

## 学区
- 寺町・広瀬北町・広瀬町・西十日市町・西区中広町1丁目・西区中広町2丁目

## 交通
- 広島電鉄横川線「7系統」・「8系統」で、寺町電停下車後、徒歩約140m・約2分。
- JR西日本山陽本線・可部線横川駅（南口）から、
  - 徒歩約1.1km・約17分。
  - 上述の広島電鉄横川線で、寺町電停まで4分、下車後徒歩。

## 周辺
- 広島電鉄横川線
  - 寺町電停
- 国道183号
- 天満川
- 旧太田川（本川）
- 広瀬神社
- 広瀬北町公園